# Hekinan (Aichi)
Hekinan (碧南市 Hekinan-shi?) es una ciudad que se encuentra en la prefectura de Aichi, Japón.
Al 31 de enero de 2013, la ciudad tenía una población estimada de 72.327 personas y una densidad de 2.016,92 personas por km². El área total es de 35.86 km².

## Historia
- La ciudad fue fundada el 5 de abril de 1948 uniendo los pueblos de Ohama, Shinkawa, Tanao, y la villa de Asahi.[4] Debido a que estaba localizada en la parte sur (南) del distrito de Hekikai(碧海郡), la ciudad fue nombrada como Hekinan (碧南?). Otras ciudades cercanas también formaron municipios antes de pertenecer previamente al distrito de Hekikai: Anjo, Kariya, Takahama, y Chiryū. Hekinan fue la décima ciudad fundada en la prefectura de Aichi.[4]
- El 1 de abril de 1955, una parte de la villa de Meiji (actualmente conocida como Nishibata) fue incorporada dentro de Hekinan.
- El 26 de septiembre de 1959, el tifón Vera dañó profundamente la ciudad.
- El 14 de julio de 1974, fue abierta la piscina Rinkai Kōen conocida también Kinuura Mammoth. Lo anterior debido a que la ciudad reclamaba el uso industrial del borde costero, perdiendo el uso de sus bellas playas.
- El 23 de mayo de 1988, el hospital municipal de Hekinan fue abierto.[5]
- En 1993, la estación de generación termal de Hekinan (Thermal Generating Station) fue creada por Chubu Electric Power en terrenos recuperados. Esto proporciona importantes ingresos a la ciudad.
- El 17 de agosto de 2003, las instalaciones de la Piscina Rinkai Kōen se volvieron obsoletas y el número de los visitantes se redujo, por lo que la ciudad cierra la piscina. A cambio, la ciudad crea el parque Hekinan Rinkai Park en el mismo lugar.

## Geografía
La ciudad está rodeada por el Lago Aburagafuchi, el Río Yahagi, la Bahía Kinuura, y la Bahía Mikawa. La mayoría de las áreas de la ciudad descansan en terrenos recuperados del mar. La mayor cantidad de personas habitan el centro de la ciudad y las fábricas, granjas y puertos están cercanos a la línea litoral.

### Barrios de Hekinan
- Anjō
- Takahama
- Nishio

Otras ciudades que están separadas por el océano
- Handa
- Taketoyo

## Clima
Gamagōri, Aichi es el punto más cercano para la información climática 
| Parámetros climáticos promedio de Gamagōri, Japan (1971–2000) | Parámetros climáticos promedio de Gamagōri, Japan (1971–2000) | Parámetros climáticos promedio de Gamagōri, Japan (1971–2000) | Parámetros climáticos promedio de Gamagōri, Japan (1971–2000) | Parámetros climáticos promedio de Gamagōri, Japan (1971–2000) | Parámetros climáticos promedio de Gamagōri, Japan (1971–2000) | Parámetros climáticos promedio de Gamagōri, Japan (1971–2000) | Parámetros climáticos promedio de Gamagōri, Japan (1971–2000) | Parámetros climáticos promedio de Gamagōri, Japan (1971–2000) | Parámetros climáticos promedio de Gamagōri, Japan (1971–2000) | Parámetros climáticos promedio de Gamagōri, Japan (1971–2000) | Parámetros climáticos promedio de Gamagōri, Japan (1971–2000) | Parámetros climáticos promedio de Gamagōri, Japan (1971–2000) | Parámetros climáticos promedio de Gamagōri, Japan (1971–2000) |
| Mes                                                           | Ene.                                                          | Feb.                                                          | Mar.                                                          | Abr.                                                          | May.                                                          | Jun.                                                          | Jul.                                                          | Ago.                                                          | Sep.                                                          | Oct.                                                          | Nov.                                                          | Dic.                                                          | Anual                                                         |
| ------------------------------------------------------------- | ------------------------------------------------------------- | ------------------------------------------------------------- | ------------------------------------------------------------- | ------------------------------------------------------------- | ------------------------------------------------------------- | ------------------------------------------------------------- | ------------------------------------------------------------- | ------------------------------------------------------------- | ------------------------------------------------------------- | ------------------------------------------------------------- | ------------------------------------------------------------- | ------------------------------------------------------------- | ------------------------------------------------------------- |
| Temp. máx. media (°C)                                         | 9.2                                                           | 9.7                                                           | 13.2                                                          | 18.5                                                          | 22.7                                                          | 25.5                                                          | 29.2                                                          | 30.9                                                          | 27.4                                                          | 22.2                                                          | 17.1                                                          | 11.9                                                          | 19.8                                                          |
| Temp. media (°C)                                              | 5.3                                                           | 5.5                                                           | 8.9                                                           | 14.2                                                          | 18.5                                                          | 21.9                                                          | 25.5                                                          | 26.9                                                          | 23.6                                                          | 18.3                                                          | 13.1                                                          | 8.0                                                           | 15.8                                                          |
| Temp. mín. media (°C)                                         | 2.0                                                           | 1.9                                                           | 4.9                                                           | 10.1                                                          | 14.7                                                          | 18.8                                                          | 22.6                                                          | 23.8                                                          | 20.7                                                          | 14.9                                                          | 9.6                                                           | 4.5                                                           | 12.4                                                          |
| Precipitación total (mm)                                      | 47.9                                                          | 59.2                                                          | 135.9                                                         | 149.5                                                         | 178.7                                                         | 231.5                                                         | 175.3                                                         | 157.5                                                         | 257.2                                                         | 127.8                                                         | 93.0                                                          | 38.9                                                          | 1649.8                                                        |
| Horas de sol                                                  | 169.3                                                         | 173.6                                                         | 192.9                                                         | 196.4                                                         | 190.9                                                         | 137.0                                                         | 163.9                                                         | 215.4                                                         | 150.4                                                         | 168.3                                                         | 169.2                                                         | 183.9                                                         | 2110.7                                                        |
| Fuente:                                                       |                                                               |                                                               |                                                               |                                                               |                                                               |                                                               |                                                               |                                                               |                                                               |                                                               |                                                               |                                                               |                                                               |

## Economía
Automóviles, metalurgia, azulejos y alimentos son las principales industrias presentes en la ciudad, siendo aproximadamente 463. El número de trabajadores presentes es de alrededor de 16.778. La cantidad de envíos alcanzan los 84.356.533 millones de yen en total para el año 2006.

## Ciudades hermanas
- Edmonds, Estados Unidos.
- Pula, Croacia.